# Laissac

Laissac este o comună în departamentul Aveyron din sudul Franței. În 1 ianuarie 2018 avea o populație de 1.711 de locuitori.